# Karl Augustin (Unternehmer)
Karl Augustin, auch Augustin-Hartmann (* 30. August 1884 in Sternberg, Mähren, Österreich-Ungarn; † 23. Oktober 1988 in Thayngen; heimatberechtigt seit 1917 in Thayngen), war ein Schweizer Druckereiunternehmer und Verleger österreichischer Herkunft.

## Leben

### Familie und Ausbildung
Der katholisch getaufte, aus Sternberg im nördlichen Mähren, welches damals zur Donaumonarchie Österreich-Ungarn gehörte, stammende Karl Augustin, Sohn des früh verstorbenen Webers sowie Fabrikbesitzers Emil Augustin, schloss die Pflichtschulen in seiner Geburtsstadt ab. Karl Augustin, der im Jahre 1907 in die Schweiz auswanderte, absolvierte im Anschluss eine Lehre als Schriftsetzer sowie in Berlin einen Kurs als Maschinensetzer. Karl Augustin vermählte sich im Jahre 1911 mit der Lehrerin Pauline Hartmann. Er verstarb im Oktober 1988 im hohen Alter von 104 Jahren.

### Unternehmerischer Werdegang
Karl Augustin gründete im Jahre 1911, angeregt durch den Gewerbeverein Reiat, eine Druckerei in Thayngen, im Kanton Schaffhausen, welche unter dem Namen Karl Augustin AG firmierte. Karl Augustin verlegte in der Folge bis 1918 das Volksblatt vom Reiath, anschliessend bis 1947 den Schaffhauser Bauer, das Publikationsorgan der Schaffhauser Bauernpartei, seit 1935 das Jahrbuch Schaffhauser Beiträge zur Geschichte des Historischen Vereins des Kantons Schaffhausen sowie seit 1953 das Heimatblatt. Parallel zur wirtschaftlichen Prosperität entwickelte sich das Unternehmen durch mutige Investitionen, so wurde eine GOEBEL 4-Farben-Rotationsmaschine angeschafft, mit der Kartonrollen mehrfarbig gedruckt und inline gestanzt werden konnten, insbesondere als Zulieferer der Knorr-Nährmittel AG Thayngen zu einem Grossbetrieb. Karl Augustin war mit der Leitung des Unternehmens bis zu seinem Lebensende betraut.
Im Jahre 1974 wurde ihm anlässlich seines 90. Geburtstages das Ehrenbürgerrecht der Gemeinde Thayngen verliehen.